# Andolla (masyw)

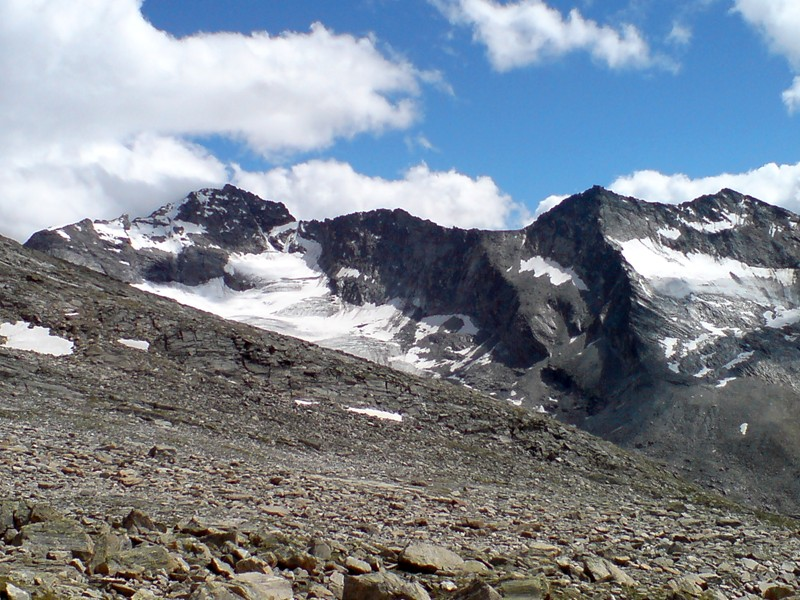
Widok z przełęczy Zwischbergenpass. Od lewej: Sonnighorn, Sonniggrat, Plattenhorn i Kanzilti

Andolla – masyw górski w Alpach Pennińskich. Leży na granicy między Włochami (region Piemont), a Szwajcarią (kanton Valais). Na północ od masywu znajdują się doliny Saastal i Zwischbergental, a na południe doliny Valle Anzasca, Val di Antrona i Val Bognanco.
W grzbiecie głównym Alp Pennińskich masyw ciągnie się od przełęczy Passo di Monte Moro (2846 m) i jest najdalej na wschód wysuniętym masywem tego pasma.
Od zachodu wznoszą się tu m.in. szczyty: Joderhorn (3036 m), Pizzo Mondelli (2958 m), Spechhorn (3189 m), Ofentalhorn (3059 m). Od tego ostatniego odchodzi na południowy wschód długi, boczny grzbiet oddzielający dolinę Valle Anzasca od doliny Val di Antrona. Są tu m.in. szczyty Punta Laugera (2995 m), Pizzo Lame (2792 m) i Pizzo San Martino (2733 m).
Grzbiet główny ciągnie się dalej na północny wschód ze szczytami: Jazzihorn (3227 m), Latelhorn (3198 m), Punta Loraccio (3238 m), Pizzo Scarone (3342 m), Punta Banella (3330 m), Cimone di Camposecco (3398 m),  Cima dello Spigolo (3361 m) i Sonnighorn (3487 m) (z boczną północno-zachodnią granią m.in. ze szczytami Sonniggrat (3339 m), Plattenhorn (3324 m) i Kanzilti (3308 m). Dalej w głównej grani jest Pizzo d'Andolla (Portjengrat) (3654 m). Odchodzi tu na północ grań ze szczytem Portjenhorn (3657 m) prowadząca do przełęczy Zwissbergenpass (3268 m), za którą znajduje się masyw Weissmies. Dalej grzbiet główny ciągnie się na północny wschód. Są tu m.in. szczyty: Cima Dora (2454 m), Cima del Rosso (2624 m) (z boczną, wschodnią granią oddzielającą dolinę Val di Antrona od doliny Val Bognanco), Cima Verosso (2444 m) i Camoscellahorn (2612 m). Ostatnimi szczytami zaliczanymi do Alp Pennińskich są Pizzo L'Omasca (2238 m) i Pizzo del Rovale (2456 m).